# Austin Grossman
Austin Seth Grossman, né le 26 juin 1969 à Concord, Massachusetts, est un auteur et concepteur de jeux vidéo américain. Il a contribué au New York Times et est scénariste de jeux vidéo, notamment Deus Ex et Dishonored.

## Biographie
Grossman est né à Concord (Massachusetts). Il est diplômé de l'université Harvard en 1991 et est actuellement diplômé en littérature anglaise à l'Université de Californie à Berkeley. Il est le frère jumeau de l'écrivain Lev Grossman, le frère du sculpteur Bathsheba Grossman et le fils du poète Allen Grossman et de la romancière Judith Grossman. Grossman travaille actuellement aux studios Arkane. Le père de Grossman est né juif et sa mère a été élevée anglicane.
Grossman a commencé sa carrière dans l'industrie du jeu en répondant à une petite annonce dans le Boston Globe en mai 1992 qui l'a conduit à Looking Glass Studios, où, dans System Shock, il a été le pionnier de la technique du journal audio pour la narration dans les jeux narratifs. Grossman a travaillé avec DreamWorks Interactive, Ion Storm et Crystal Dynamics. Il a été directeur de la conception de jeux et de l'histoire interactive chez Magic Leap.

## Travaux

### Livres
- Soon I Will Be Invincible (2007)
- YOU (mars 2013)[6]
- Crooked (2015)

### Jeux vidéo
- Ultima Underworld II (1993)
- System Shock (1994)
- Flight Unlimited (1995)
- Terra Nova: Strike Force Centauri (1996)
- Trespasser (1998)
- Deus Ex (2000)
- Clive Barker's Undying (2001)
- Battle Realms (2001)
- Dark Project: Deadly Shadows (2004)
- Tomb Raider: Legend (2006)
- Frontlines: Fuel of War (2008)
- Dishonored (2012)
- Dishonored 2 (2016)